# 托多科-拉努火山
托多科-拉努火山是一座位於印度尼西亞哈馬黑拉島北邊的雙子火山，由托多科與拉努兩火山組成，托多科火山口寬2（1.2英里），拉努火山口面積則為2（1.2英里）×2.8（1.7英里）。在拉努火山口有著一名為Sahu的火山錐，其北邊另一有一個火山湖。目前沒有該火山的噴發紀錄。